# Baní Walíd
Baní Walíd (arabsky بني وليد‎) je město na severozápadě Libye. Nachází se v Libyjské poušti, v regionu Tripolsko, zhruba na půl cesty mezi Misurátou a Mizdou. Žije v něm zhruba 85 tisíc obyvatel.[zdroj?]
Během Libyjské občanské války bylo Baní Walíd spolu se Syrtou posledními baštami Kaddáfího režimu. V lednu 2012 město znovu povstalo proti novému režimu Dočasné národní přechodné rady a to poměrně úspěšně, neboť libyjské vládě se po několik měsíců nedařilo získat zpět kontrolu nad městem, přestože se o to pokoušela i mírovou cestou. Město se pak stalo útočištěm pro různé odpůrce nového režimu. V červenci a srpnu ve městě ozbrojení únosci drželi a mučili Umrana Šaabana, jednoho z těch, kteří dopadli a zabili Kaddáfího. V říjnu 2012 se vláda pokusila opět dostat město pod svou kontrolu za pomoci síly, což se jí po více než 6týdenním obléhání a ostřelování podařilo.